# Marco Vipstano Gallo
Marco Vipstano Gallo (in latino: Marcus Vipstanus Gallus; 28 a.C. circa – dopo il 18) è stato un magistrato romano, console dell'Impero romano.

## Biografia
Originario di una famiglia probabilmente della zona di Cliternia, tra i Sabini e gli Equi, Vipstano fu un homo novus, primo della sua famiglia, destinata a grande gloria, ad accedere al consolato: quello che era probabilmente suo fratello minore, Lucio, morì ancora pretore nel 17.
Oltre ad un'isolata testimonianza proveniente dall'acropoli di Atene che vede onorati per il loro valore i due fratelli, il consolato è l'unica attestazione di Vipstano. Egli lo ricoprì come suffetto da agosto a dicembre del 18 insieme a Gaio Rubellio Blando, sostituendo la coppia consolare composta da Livineio Regolo e il principe Germanico; alcune teorie più recenti, basate su riesami di epigrafi note e nuovi ritrovamenti, hanno però ipotizzato che l'originario collega di Rubellio nell'agosto del 18 fosse Gaio Annio Pollione, che, per motivi ignoti, sembra aver abdicato alla carica alla fine di settembre ed essere stato sostituito da Gallo a inizio ottobre.
Fu con ogni probabilità lui, anziché il fratello Lucio, a sposare la patrizia Valeria, verosimilmente figlia del console del 3 a.C. Marco Valerio Messalla Messallino Corvino, grazie al quale, grande amico di Tiberio, ricevette probabilmente la promozione al consolato: dal loro matrimonio nacquero i consoli, ordinario e suffetto, del 48, Lucio Vipstano Poplicola e Messalla Vipstano Gallo, dai quali discese il grande oratore Vipstano Messalla e il di lui figlio Lucio Vipstano Messalla, console ordinario del 115. È incerto invece il legame di parentela tra Vipstano e Gaio Vipstano Aproniano, console ordinario del 59: potrebbero essere padre e figlio, ma in ogni caso il cognomen Aproniano indica un legame con la gens Apronia, forse famiglia della madre oppure famiglia biologica del console.